# Angel Kariotow

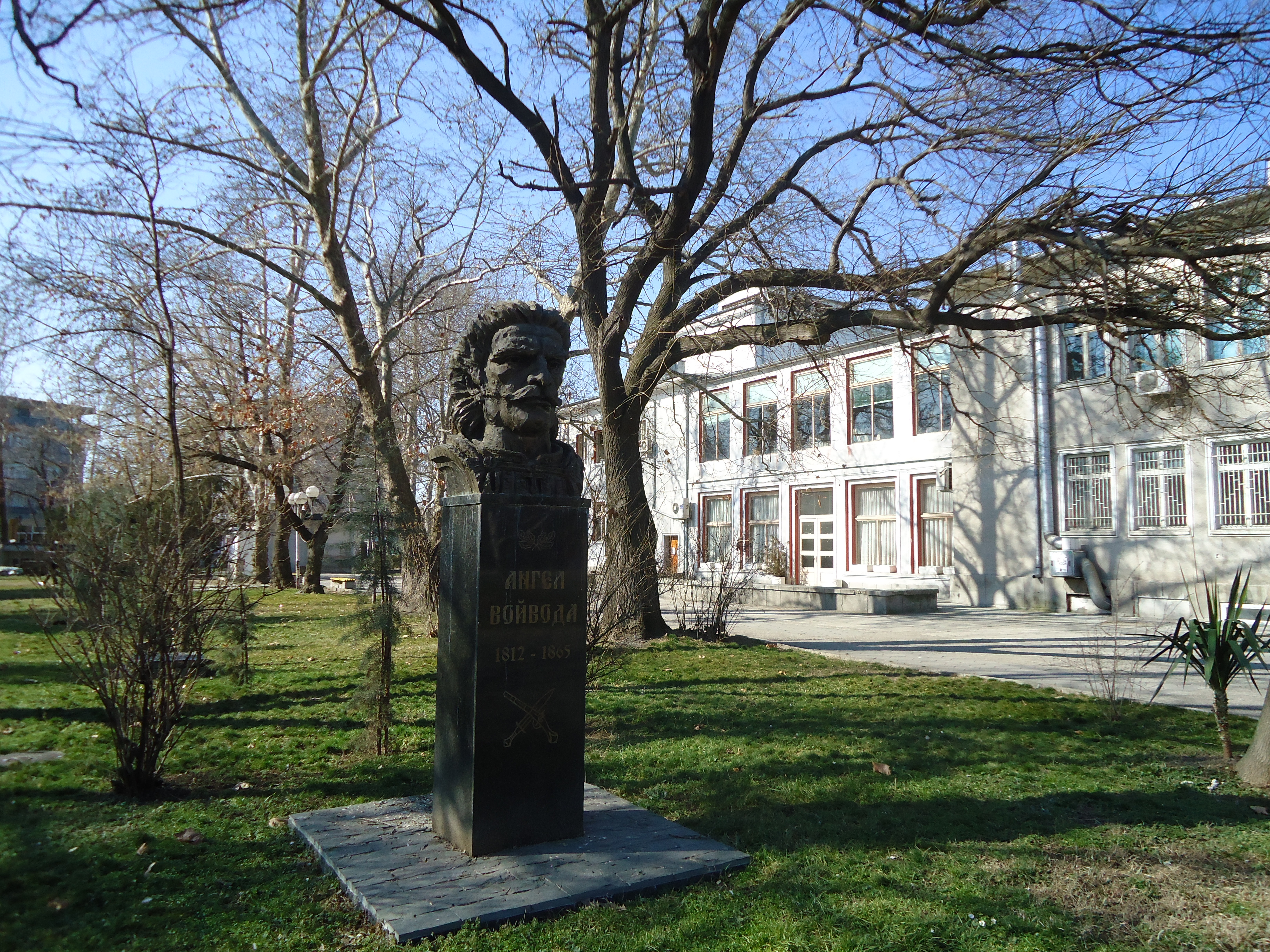
Büste von Angel Woiwoda im Zentrum von Parwomaj (2011)

Angel Stojanow Kariotow (bulgarisch Ангел Стоянов Кариотов), bekannt als Angel Woiwoda (Ангел войвода, * 20. September 1812 in Kosluk, Osmanisches Reich; † 1864 im Kloster Hilandar, Osmanisches Reich) war ein bulgarischer Freiheitskämpfer und Volksheld. Zwischen 1832 und 1862 kommandierte er eine bis auf 100 Heiducken angewachsene Freischar, die in den Rhodopen im Raum zwischen Plowdiw und Chaskowo operierte.

## Leben

### Kindheit und Jugend
Angel kam am 8. Septemberjul. / 20. September 1812greg. im Dorf Kosluk (Козлук Kozluk) als eines von mehreren Kindern von Stojan Kariotow und seiner Frau Marijka zur Welt. Sein im Chaskowoer Hügelland gelegenes Heimatdorf trägt seit 1906 den Namen Dragojnowo (Драгойново) und ist heute Ortsteil der Stadt Părwomaj (Първомай) in der Oblast Plowdiw. Angels Vater kämpfte zwei Jahre lang in der Freischar von Totschka Woiwoda (Точка войвода) gegen die osmanische Fremdherrschaft. Im Alter von 20 Jahren ließ er sich in Kozluk nieder, mietete eine Wassermühle und war als Müller tätig. Seine Frau starb bald nach Angels Geburt. Da die Familie in prekären Verhältnissen lebte, musste Angel bereits im Alter von sechs Jahren als Schafhirte arbeiten.
Seine Entwicklung zum Freiheitskämpfer begann im Alter von 18 Jahren. Die exakten Gründe dafür sind nicht bekannt. Einen Anstoß gab sicherlich die Erfahrung der Unmöglichkeit, sich als kleiner Junge der Requirierung seiner Schafe durch osmanische Soldaten zu widersetzen. Daneben existiert eine Legende, dass Türken seinen Vater ermordet und seine Verlobte entführt hätten. Laut einer anderen Legende, wurde seine Schwester von Türken vergewaltigt. Angel legte ein Gelübde ab, die Täter zur Rechenschaft zu ziehen. Er beschaffte sich ein Gewehr, zwei Pistolen und ein Schwert und ging ins Gebirge. Im Laufe eines Jahres gelang es ihm, die Täter ausfindig zu machen und zu töten. Ihre Leichen legte er auf dem Dorfplatz von Kozluk ab. Da er Analphabet war, bat er den örtlichen Popen, als Warnung ein Papier mit dem Text: „Dies erwartet jeden, der die Ehre einer bulgarischen Frau antastet!“ (bulgarisch Такава участ очаква всеки, който посегне на честта на българска жена!) zu schreiben.

### Anführer einer Freischar
Anschließend beabsichtigte er, die Rhodopen zu überqueren und sich in Ägäisch-Thrakien als Schäfer ein neues Leben aufzubauen. Während einer Übernachtung bei einem Bulgaren im Dorf Silanköy, erfuhr er vom Hausherrn, dass dessen Frau nach einem sexuellen Übergriff durch Türken erkrankt und verstorben war. Angel realisierte, das dies ein strukturelles Problem war. Er sammelte ein Dutzend junger Bulgaren um sich, die ähnliche Schicksalsschläge aus ihren Familien kannten, und gründete eine Freischar. Seine Ersparnisse investierte er in deren Ausrüstung. Namentlich bekannte Mitglieder der Gruppe waren Stojko Tschakărgjoslijata (Стойко Чакъргьозлията) und Stojan Uzunbojlijata (Стоян Узунбойлията) aus Panagjurischte sowie Koljo Nazkow (Кольо Нацков), Dobri Kopriwschtenezăt (Добри Копривщенецът), Kara Petko (Кара Петко) und Dimităr Odrinalijata (Димитър Одриналията). Unterstützung erhielten sie von Schäfern und Einwohnern von Kosluk, insbesondere von Paun Wesirew (Паун Везирев). Ziel der Gruppe war zunächst die Durchführung von Anschlägen auf Vergewaltiger. Später wurden die Strafaktionen auf osmanische Beamte und Grundbesitzer ausgedehnt, die bulgarische Bauern drangsalierten. Schließlich nahm man auch Betrüger ins Visier, die Bauern um ihr Eigentum brachten. Durch ihre Aktionen gelang es, die Zahl an Willkürakten gegenüber der bulgarischen Bevölkerung zu reduzieren. Sie stellten auch verschiedene Klöster, u. a. Ustrem, Arapowo und Batschkowo, unter ihren besonderen Schutz. Die Gruppe erhielt ständig Zulauf, so dass die Größe des Verbandes bald auf 60 Mann anwuchs.
Angel Woiwoda übernahm Strategie und Taktik der alten Heiduckenführer. Er achtete aber bei den Mitgliedern seiner Schar verstärkt auf Moral, Disziplin und Abstinenz. Als Reaktion auf einen in seiner Abwesenheit durchgeführten Raubüberfall auf einen ehrbaren Kaufmann soll er seine Gruppe aufgelöst und anschließend neu formiert haben. Die Missachtung von Befehlen wurde streng bestraft.
Die Rhodopen und Thrakien waren die Operationsgebiete der Freischar. Als Schwerpunkt ihrer Aktionen galt die Umgebung von Stanimaka, des heutigen Assenowgrads. Die Heiducken verbargen sich an unzugänglichen Stellen im Gebirge. Der Bergstock Dragojna (Драгойновски Рид) im Hügelland von Chaskowo bildete ihr bevorzugtes Rückzugsgebiet. Dort waren sie für das osmanische Militär praktisch unauffindbar. Aufgrund hervorragender Ortskenntnisse gelang es ihnen, selbst größere osmanische Verbände im Vorfeld aufzuhalten.  Im Winter setzte sich die Gruppe in die Walachei ab. Einzelne Spezialaktionen führten Angel Woiwoda und ausgewählte Mitkämpfer bis nach Adrianopel (heute Edirne), Konstantinopel sowie Smyrna, das heutige Izmir.
Mit Hilfe der bei Überfällen auf Türken erbeuteten Gelder unterstützte er notleidende bulgarische Bauern. Daneben agierte er als Stifter einer Reihe von Kirchen und Schulen in der Umgebung von Assenowgrad. Der Bau der 1853 fertiggestellten Kirche „Hl. Erzmärtyrer Georg“ (»Св. Великомъченик Георги«) im heutigen Dragojnowo wurde u. a. durch Angel Woiwoda und Paun Wesirew finanziert. Sie verfügt über einen prächtigen, von Angel gestifteten Kronleuchter. Den Mönchen des Klosters Arapowo stellte er die Mittel zum Bau eines befestigten Wohnturms zur Verfügung. Dieser ist bis heute erhalten und als „Turm des Woiwoden Angel“ (bulgarisch Кула на Ангел войвода) bekannt.
Angel Woiwoda erlangte beim bulgarischen Bevölkerungsteil der Rhodopen den Status eines Volkshelden. Er und seine Taten wurden in Volksliedern gerühmt, die bis heute gesungen werden. Für die osmanische Obrigkeit galten er und seine Freischar hingegen als „Schrecken der Rhodopen“.

### Letzte Lebensjahre
1862 machten sich bei Angel die Symptome einer schweren Krankheit bemerkbar. Er löste seine Freischar, die zu dieser Zeit auf über 100 Kämpfer angewachsen war, auf und zog sich ins Kloster Hilandar auf dem Berg Athos zurück. Da er zeitlebens Analphabet war, diktierte er dort seine Lebensgeschichte einem Mönch. Das Manuskript ist bis heute in der Bibliothek des Klosters erhalten. Angel Woiwoda starb im Jahr 1864. Die Lage seiner Grabstelle ist unbekannt.

## Nachwirkungen
Die Ideen Angel Woiwodas über den bewaffneten Unabhängigkeitskampf wurden von nachkommenden bulgarischen Freiheitskämpfern wie Georgi Rakowski, Ljuben Karawelow, Christo Botew und Wassil Lewski aufgegriffen und weiterentwickelt.

## Ehrungen
- Der mit 2643 m höchste Gipfel im südwestlichen Rilagebirge erhielt in Erinnerung an Angel Woiwoda den Namen "Angelow Wrăch" ("Ангелов Връх", deutsch Angels Gipfel).[5]
- Am 7. Dezember 1934 benannte sich das 25 km südwestlich von Chaskowo gelegene Dorf Kumrular/Kumburlar (Кумрулар/Кумбурлар) in "Angel Woiwoda" ("Ангел Войвода") um.[8]
- Nahe seines Heimatdorfs Dragojnowo erinnert ein Gedenkstein an die Stelle, an der Angel Kariotow 1832 die Entscheidung traf, den Weg eines Heiducken einzuschlagen.[3]
- Im Jahr 2007 erfolgte die Enthüllung einer Büste Angel Woiwodas im Zentrum der Stadt Părwomaj.[5]